# Liste der Monuments historiques in Villepinte (Seine-Saint-Denis)
Die Liste der Monuments historiques in Villepinte (Seine-Saint-Denis) führt die Monuments historiques in der französischen Gemeinde Villepinte auf.

## Liste der Bauwerke
| Bezeichnung                           | Beschreibung | Standort                    | Kennzeichnung | Schutzstatus | Datum | Bild |
| ------------------------------------- | ------------ | --------------------------- | ------------- | ------------ | ----- | ---- |
| Pavillon du centenaire de l’aluminium |              | Parc des expositions (Lage) | PA00125621    | Inscrit      | 1993  |      |

## Liste der Objekte
- Monuments historiques (Objekte) in Villepinte (Seine-Saint-Denis) in der Base Palissy des französischen Kultusministeriums